# Hermann Rasche
August Wilhelm Gottfried Hermann Rasche (* 1. August 1809 in Berlin; † 24. Dezember 1882 in Wittstock) war Jurist und Mitglied des Deutschen Reichstags.

## Leben
Rasche studierte von 1827 bis 1831 Rechtswissenschaften an der Universität Berlin. 1832 wurde er Kammergerichtsreferendar und ab 1833 war er beim Oberlandesgericht in Magdeburg tätig. 1837 wurde er Assessor beim Kammergericht, dann war er in Stettin und Bergen angestellt und ab 1842 Rechtsanwalt und Notar in Wittstock.
Von 1874 bis 1877 war er Mitglied des Deutschen Reichstags für den Wahlkreis Regierungsbezirk Potsdam 2 (Ostpriegnitz) und die Nationalliberale Partei. 1872 bis 1876 war der außerdem Mitglied des Preußischen Abgeordnetenhauses – ebenfalls für den Wahlkreis Ostpriegnitz.